# International Talk Like a Pirate Day
International Talk Like a Pirate Day er en parodisk helligdag som blev opfundet i 1995 af John Baur og Mark Summers. De fastslog at 19. september hvert år skulle være dagen, hvor alle talte som sørøvere en dag. Helligdagen tager udgangspunkt i et romantiseret billede af sørøvere som noble krigere og sproget som bruges på denne dag er klicheer fra Hollywood-film snarere end et egentligt forsøg på at tale som sørøvere faktisk talte. Et eksempel på dette er at ordet "hej" erstattes af "ohoy" og "ja" af "Arrr!".
Der er på verdensplan kun få, som fejrer denne dag, men på internettet markeres dagen for eksempel ved at websites som Facebook og Google ændrer udseende denne dag.